# Richard X. Slattery
Richard Xavier Slattery, noto come Richard X. Slattery (New York, 26 giugno 1925 – Los Angeles, 27 gennaio 1997), è stato un attore statunitense.

## Filmografia parziale
- Bus Stop – serie TV, episodio 1x23 (1962)
- Indirizzo permanente (77 Sunset Strip) – serie TV, 2 episodi (1962)
- The Gallant Men – serie TV, 26 episodi (1962-1963)
- La grande avventura (The Great Adventure) – serie TV, episodio 1x04 (1963)
- Gli uomini della prateria (Rawhide) – serie TV, episodi 6x02-7x11-7x19 (1963-1965)
- La legge del Far West (Temple Houston) – serie TV, episodio 1x26 (1964)
- Iron Horse – serie TV, episodio 1x20 (1967)
- I sentieri del west (The Road West) – serie TV, episodio 1x15 (1967)
- Il virginiano (The Virginian) – serie TV, episodio 6x08 (1967)
- Cimarron Strip – serie TV, episodio 1x06 (1967)
- Lancer – serie TV, episodi 1x22-2x03-2x22 (1969-1970)
- Io e i miei tre figli (My Three Sons) – serie TV, episodio 11x24 (1971)